# Бар-Хадад III
Бар-Хадад III (Бен-Хадад III; в Библии — Венадад; арам. בר הדד, др.-евр. בן הדד‬; «сын Хадада») — царь Арама с 796 года до н. э. по 792 год до н. э, сын Азаила. О нём говорится в библейской Четвёртой книге Царств (4Цар. 13:3—24).
Бар-Хадад III унаследовал от своего отца царство, едва оправившееся от успешного похода ассирийцев на столицу Дамаск. В то же время подвластная ему Северная Палестина объявила арамеям войну. Царь Израиля Иоас отвоевал у Бар-Хадада III многие города, захваченные его предшественниками в Палестине. Царство Арам больше никогда после того уже не возвратило былого могущества и в дальнейшем пришло в упадок.